# Teatro Gioiello
Il teatro Gioiello è un teatro torinese, nel quartiere della Crocetta.  
Sino ad oggi è stato gestito dalla Compagnia Torino Spettacoli
Dal settembre 2022 il Teatro Gioiello e il Teatro Alfieri sono gestiti da Fabrizio di Fiore con la “FdF Gestioni Attività Teatrali”.
La direzione artistica è affidata a Luciano Cannito.
.

## Storia
Costruito ad uso cinematografo nel 1913 su progetto dell'ingegner Pier Giuseppe Mazzarelli in zona Crocetta a Torino, il teatro aprì i battenti con il nome di "Stadium".
Preso in gestione da Maria Tedeschi Monchietti, cambiò la denominazione in "Cinema Italiano", provvista dell'innovativo Movietone.
Funzionò da cinematografo anche negli anni successivi e fino al 1962 quando, in un più ampio progetto di rifacimento delle strutture urbane del quartiere, lo stabile venne ristrutturato su progetto del geometra Amos Donisotti per ordine del proprietario, l'avvocato Diego Goglio, che lo aveva rilevato in eredità nel 1947.
Fino agli anni novanta del XX secolo il cinematografo adempì alle sue funzioni, cambiando destinazione d'uso nel 2000, quando la compagnia Torino Spettacoli ne assunse la gestione trasformandolo in teatro.